# 468 TCN
468 TCN là một năm trong lịch La Mã.